# 文成元皇后
文成元皇后（5世纪—456年），李姓，梁国蒙县（今河南省商丘市）人，魏文成帝拓跋濬的贵人，魏献文帝拓跋弘生母，追封为文成元皇后。

## 生平
李氏的父亲李方叔是宋文帝刘义隆时期的济阴郡太守。李氏出生时，有异于常人的情况，李方叔经常说这个女儿应当会地位很高。李氏长大后，姿容美丽。太平真君十一年（450年），魏太武帝拓跋焘南征，永昌王拓跋仁出兵寿春，军队经过了李氏的住宅，因此得到了李氏和李氏的姐妹二人，当时狄道护军李洪之以同族的身份私下向李氏姐妹送财物，结拜为李氏的兄弟，于是像亲人一样。兴安二年（453年），拓跋仁在镇守长安时因为谋反被杀，李氏和拓跋仁的家人被送到平城的皇宫。魏文成帝登上白楼看见了李氏，认为她很美丽，对身边的人说：“这个妇人美吗？”身边的人都说：“美。” 魏文成帝就下楼台，在仓库中与李氏发生了肉体关系，李氏因此怀孕。常太后后来询问李氏，李氏说：“得到皇帝的临幸，随后怀孕。”当时守卫仓库的人也私下在墙壁上记下此事，另外加以检验查问，都相符合。等到李氏生下皇子拓跋弘，被封为贵人。太安二年（456年），常太后下令，按照子贵母死的旧例，赐令李氏自杀，命令李氏详细列举在南方的兄弟和结拜的宗兄李洪之，都加以托付。李氏与李洪之相见诀别将近一天的时间，一一列出在南朝的几位兄弟李珍之等人，亲手交付给李洪之。到诀别时，李氏每一称述兄弟，都捶胸痛哭，于是自杀死去。后来追谥元皇后，葬于金陵，在太庙配祭。

## 影视
| 劇名               | 演員   |
| 《锦绣未央》(2016) | 李心艾 |

## 延伸阅读
[在维基数据编辑]
 《魏書/卷13》，出自魏收《魏书》
 《北史/卷013》，出自李延壽《北史》